# Franc Tomaž Pogačnik
Franc Tomaž Pogačnik, slovenski teolog in filozof, * okoli leta 1739, (?), † 6. september 1799, Moravče

## Življenje in delo
Pogačnik je bil janzenistično usmerjen teolog, rojen okoli leta 1739. Točen datum in kraj rojstva nista znana. Tudi ni znano, kje je obiskoval gimnazijo in študiral filozofijo. Teologijo je študiral na Dunaju kjer je tudi doktoriral. Jeseni 1773 ga je dvorni svetnik Martini, prof. prava na Dunaju, priporočil za profesorja moralne teologije v Ljubljani. Te profesure Pogačnik sicer ni dobil, pač pa je bil 1774 imenovan za profesorja cerkvenega prava na ljubljanskem liceju kjer je od 1776 dalje predaval tudi cerkveno zgodovino. Bil je član komisije škofovskega sveta za župnijske izpite. V Ljubljani se je spoprijateljil z Linhartom in postal 1781 član obnovljene akademije operozov. Ko je bil 1783 študij teologije v Ljubljani zaradi ustanovitve generalnega semenišča v Gradcu odpravljen je bil Pogačnik s tremi tovariši (J. Lenaz, J. Sorčan, F. Ziegler) premeščen na licej v Innsbruck kjer je predaval zgodovino bogoslovne literature in cerkveno zgodovino. V Innsbrucku se menda ni dobro počutil, kajti kanec leta 1789 je zaman kandidiral za izpraznjeno mesto prošta v Novem mestu. Po obnovitvi bogoslovja v Ljubljani se je na začetku jeseni 1791 vrnil v Ljubljano, prevzel staro profesuro, bil 24. apr. 1792 izvoljen za prvega rektorja liceja. Že v novembra istega leta pa ga je nadškof Brigido, ki je odklanjal Herbersteinov  janzenizem, imenoval za župnika v Moravčah, kjer je čez 7 let zagrenjen umrl.